# 46737 Анпанман
46737 Анпанман (1997 VO, 2000 DH110, 46737 Anpanman) — астероїд головного поясу, відкритий 1 листопада 1997 року.
Тіссеранів параметр щодо Юпітера — 3,190.